# Волков, Владимир Васильевич (политик)
Владимир Васильевич Волков (род. 12 июня 1955; Кустанай, Казахская ССР, СССР) — казахстанский политический и общественный деятель. Депутат сената парламента Республики Казахстан VI—VII созывов (2017—2023).

## Биография
В 1979 году окончил юридический факультет Казахского государственного университета им. С. М. Кирова по специальности юрист, в 2009 году — Академию государственного управления при Президенте Республики Казахстан.
Мастер спорта СССР, мастер спорта международного класса. Член сборной команды СССР. Победитель международных и региональных соревнований (1970—1983). Действующий обладатель рекорда Казахстана по лёгкой атлетике в беге на 1000 метров — 2.17.2 (1981 год).В 1980 году в эстафете 4х800 метров на Чемпионате СССР вместе с партнёрами по казахской команде Владимиром Карпенко, Сергеем Рыпаковым  и Сергеем Дручининым установил ныне действующий рекорд Казахстана — 7.16,8.
С 1974 по 1982 годы — инструктор Госкомспорта Казахской ССР, тренер — преподаватель центральных спортивных обществ Казахской ССР.
С 1982 по 1990 годы — стажёр-исследователь, ассистент, заместитель декана вечерне-заочного обучения юридического факультета Казахского государственного университета.
С 1990 по 1993 годы — старший референт, заведующий сектором, помощник заместителя председателя Верховного Совета Республики Казахстан.
С 1993 по 1994 годы — член Центральной избирательной комиссии Республики Казахстан.
С 1994 по 1996 годы — консультант, государственный инспектор организационно-контрольного управления администрации президента Республики Казахстан.
С 1996 по 2016 годы — заведующий организационным отделом, заведующий отделом организационной и кадровой работы, заведующий организационно-аналитическим отделом, заведующий административным отделом аппарата сената парламента Республики Казахстан.
С январь 2016 по июль 2017 годы — заместитель руководителя аппарата сената парламента Республики Казахстан.
С 13 июля 2017 года — Депутат Сената Парламента Республики Казахстан, Член комитета по конституционному законодательству, судебной системе и правоохранительным органам. Назначен указом президента Республики Казахстан. С 2 сентября 2019 года -Председатель Комитета по конституционному законодательству, судебной системе и правоохранительным органам.
Член Общественного совета Агентства  РК по финансовому мониторингу (АФМ)
Участие в международных парламентских организациях и группах по сотрудничеству Сената Парламента с парламентами иностранных государств:
Заместитель председателя Постоянной Комиссии МПА СНГ по правовым вопросам;
Член Комиссии по сотрудничеству между Сенатом Парламента Республики Казахстан и Советом Федерации Федерального Собрания Российской Федерации;
Член делегации в Азиатском Форуме парламентариев по народонаселению и развитию;
Сопредседатель Комиссии по сотрудничеству между Сенатом Парламента Республики Казахстан и Советом Республики Национального собрания Республики Беларусь.
Член Комитета парламентского сотрудничества «Республика Казахстан - Европейский Союз.
Участие в работе Комиссии:
Член Высшего Судебного Совета Республики Казахстан;
Член Совета по правовой политике при Президенте Республики Казахстан;
Член Комиссии при Президенте Республики Казахстан по вопросам противодействия коррупции;
Член Комиссии по вопросам гражданства при Президенте Республики Казахстан;
Член Комиссии по вопросам помилования при Президенте Республики Казахстан.
Член Рабочей группы по выработке предложений о внесении изменений и дополнений в Конституцию Республики Казахстан
(Указ Президента РК28 марта   2022 года № 293 )
Доверенное лицо кандидата в Президенты Республики Казахстан  К.К. Токаева. 2022 г.

## Награды
- Орден Парасат (2024)[4]
- Орден Курмет (2018)[5][6]
- Орден «Содружество» (21 ноября 2019 года, Межпарламентская ассамблея СНГ) — за активное участие в деятельности Межпарламентской Ассамблеи и её органов, вклад в укрепление дружбы между народами государств — участников Содружества Независимых Государств[7]
- Медаль «Ерен Еңбегі үшін» («За трудовое отличие», 2004)[8]
- Памятная медаль «Астана» (1998)
- Медаль «10 лет независимости Республики Казахстан» (2001)
- Медаль «В ознаменование 100-летия железной дороги Казахстана» (2004)
- Медаль «10 лет Конституции Республики Казахстан» (2005)
- Медаль «10 лет Парламенту Республики Казахстан» (2006)
- Медаль «10 лет Астане» (2008)
- Медаль «20 лет независимости Республики Казахстан» (2011)
- Медаль "МПА СНГ 20 лет" (2012)
- Медаль «20 лет Конституции Республики Казахстан» (2015)
- Медаль «25 лет независимости Республики Казахстан» (2016)
- Памятный знак «МПА СНГ. 25 лет» (27 марта 2017 года, Межпарламентская ассамблея СНГ) — за содействие в деятельности Межпарламентской Ассамблеи и её органов[9]
- Почётная грамота Совета МПА СНГ (29 ноября 2018 года, Межпарламентская ассамблея СНГ) — за активное участие в деятельности Межпарламентской  Ассамблеи и её органов, вклад в укрепление дружбы между народами государств — участников Содружества Независимых Государств[10]
- Медаль "20 лет Астане" (2018)
- Медаль "За укрепление парламентского сотрудничества в ОДКБ" (2019)
- Медаль "25 лет маслихатам"(2019)
- Медаль "25 лет Ассамблее народа Казахстана (2020)
- Медаль "25 лет Конституции Республики Казахстан" (2020)
- Медаль "30 лет Независимости Республики Казахстан" (2021)
- Медаль "За вклад в укрепление конституционной законности" (2021)
- Медаль "За вклад в развитие органов юстиции" (2022)
- Медаль "За  вклад в обеспечении правопорядка" (2022)
- Медаль «Қазақстан Республикасының сот жүйесіне 30 жыл». 2022г.
- Медаль «Қазақстан полициясына 30 жыл». 2022 г.
- Медаль «МПА СНГ. 30 лет». 2022 г.
- Медаль "За вклад в развитие фельдъегерской связи"
- Медаль "100 лет Министерству финансов Республики Казахстан"
- Медаль "За вклад в развитие избирательных органов". 2025
- Благодарность президента Республики Казахстан с вручением нагрудного знака "Алтын Барыс" (2004).
- Благодарность президента Республики Казахстан  с вручением нагрудного знака "Алтын Барыс" (2022).
- Отличник государственной службы Республики Казахстан (2017)
- Академик  Петровской академии наук и искусств (Россия, Санкт-Петербург, 2019)
- Почетная грамота ПА ОДКБ (2014)
- Почётная грамота МПА СНГ (2018).
- Почетная грамота Сената парламента РК (2008,2023).
- Почетный юрист Казахстана(2021)
- Почетный гражданин Карасайского района Алматинской области, города Кустаная и штата Техас (1974).